# Hilis
Hilis (in armeno Հիլիս?, in azero İlis) o Garakotuk (in azero Qarakötük) è una piccola comunità rurale del distretto di Xocalı in Azerbaigian, facente parte fino al 2023 della Regione di Askeran nella repubblica di Artsakh (fino al 2017 denominata repubblica del Nagorno Karabakh).
Conta poco più di duecento abitanti e sorge in zona montuosa nella parte settentrionale della regione.